# Alexandra Rousseau
Alexandra Rousseau (kaldet "Alex") er en fiktiv person i den amerikanske tv-serie Lost, spillet af Tania Raymonde. Hun optræder første gang i anden sæsons "Maternity Leave," som den forsvundne 16-årige datter til Danielle Rousseau.

## Biografi
Alexandra bliver født af Danielle Rousseau (Mira Furlan) seksten år før Oceanic Flight 815 styrter ned på øen. Kort efter fødslen kidnappes hun, og opfostres blandt The Others og trods manglende på biologiske bånd opfatter Benjamin Linus (Michael Emerson) og Alex hinanden som far og datter.
I 16 års-alderen hjælper Alexandra Claire Littleton (Emilie de Ravin) væk fra Dharma Initiative-stationen The Staff, hvortil hun blev bortført af Ethan Rom (William Mapother). Alex efterlader Claire i junglen hvor Danielle bringer hende videre hjem mod de andre overlevende.

### Sæson 2
Efter Michael Dawson (Harold Perrineau Jr.) er flygtet fra The Swan for at finde bringe sin kidnappede søn, Walt Lloyd (Malcolm David Kelly), tilbage, vil Tom (M.C. Gainey) konfrontere Jack Shephard (Matthew Fox), James "Sawyer" Ford (Josh Holloway) og John Locke (Terry O'Quinn) om natten og forklare dem om de regler de har lagt på øen. Mens forhandlingerne skrider frem tager hun sig af Michael, og ser desuden sine kollegaer bringe Kate Austen (Evangeline Lilly) – der mod Jacks ordrer alligevel drog med ud – med ud som afpresning i forhandlingerne.

### Sæson 3
Tekst mangler, hjælp os med at skrive teksten

### Sæson 4
Tekst mangler, hjælp os med at skrive teksten

## Trivia
Tekst mangler, hjælp os med at skrive teksten

## Fodnoter
| Lost | Spire Denne artikel om tv-serien Lost er en spire som bør udbygges. Du er velkommen til at hjælpe Wikipedia ved at udvide den. |